# I Never Met a Wolf Who Didn't Love to Howl
I Never Met a Wolf Who Didn't Love to Howl je původní píseň představená ve čtvrté epizodě první série amerického televizního seriálu Smash, s názvem The Cost of Art. Píseň složili dvorní skladatelé seriálu, Marc Shaiman a Scott Wittman, ale v prostředí seriálu ji napsala skladatelská dvojice Tom Levitt (Christian Borle) a Julia Houston (Debra Messing) a píseň je jedním z hudebních čísel, které se objeví v připravovaném muzikálu o životě Marilyn Monroe s názvem Bombshell.
V epizodě tuto píseň zpívá nejprve Ivy Lynn (Megan Hilty) ve zkušebně. Potom píseň znovu zazpívá, na narozeninové party, kterou pořádá Derek Wills (Jack Davenport) pro svého kamaráda Lyla Westa (Nick Jonas). Producentka Eileen Rand (Anjelica Huston) totiž požádá Ivy, aby píseň zazpívala, aby se Lyle rozhodl být jedním z investorů muzikálu. Ivy píseň tedy zpívá, i s pomocí od Julie, Ellise Boyda (Jaime Cepero), Michaela Swifta (Will Chase) a Lyla, před Lylovými hosty.
Píseň je opakována v patnácté epizodě první série, s názvem Bombshell, kde ji zpívá Karen Cartwright (Katharine McPhee), konečná volba na Marylin, jako píseň již přímo na jevišti a v kostýmech, v přípravách na nadcházející veřejné generálky muzikálu v Bostonu.
Píseň byla vydána jako singl na iTunes a na Amazonu. Je dostupná také na albu Bombshell, kde ji zpívá Hilty spolu s ostatními, tedy verze z epizody The Cost of Art.

## Datum vydání
| Oblast                 | Datum          | Formát                       | Vydavatelství    |
| ---------------------- | -------------- | ---------------------------- | ---------------- |
| Kanada                 | 27. února 2012 | Ke stažení – digitální singl | Columbia Records |
| Spojené státy americké | 27. února 2013 | Ke stažení – digitální singl | Columbia Records |
| Spojené státy americké | 6. března 213  | Ke stažení – digitální singl | Columbia Records |
| Spojené státy americké | 12. února 2013 | ke stažení – digitální album | Columbia Records |